# Вимос (сеть магазинов)
Торговый дом «Вимос» — частная российская сеть магазинов формата DIY, специализирующаяся на торговле строительными материалами и хозяйственными товарами на рынке Северо-Западного региона.

## Деятельность
Сеть магазинов «Вимос» располагает торговой площадью в 80 тыс. м²., ассортиментом порядка 65 тыс. SKU; количество торговых точек (по состоянию на 2024 год) — 44. В строительных магазинах открыты мастерские по резке стекла и зеркал, по остеклению рам и дверей, резке металлопроката, по ремонту и заточке бензо- и электроинструмента, изготовлению ключей, колеровке красок, распилу пиломатериалов, изготовлению хозяйственных построек, доставке товаров, пункты шиномонтажа.
Юридически сеть состоит из трёх компаний: ООО «Стройторговля» (основное юр.лицо, занимающееся торговлей, арендатор земельных участков ТД «Вимос»), ООО «Якорь» (владелец земельных участков ТД «Вимос») и ООО "УК «Арсенал» (деятельность аптек при ТД «Вимос»). Все перечисленные компании напрямую контролируются президентом компании Владимиром Гурьевым и его дочерью Лидией Виноградовой.

## История компании
Компания ТД «Вимос» была основана в 1992 году, открыв свою первую торговую базу в Токсово.
В 1993 году была открыта вторая торговая база в Зеленогорске.
В 1994 году были открыты магазины в Мурино, Грузино, строительная база в Ново-Токсово.
В 1996-1997 годах компания была включена в программу Федерального Немецкого правительства по организации среднего и малого бизнеса в России.
С 1999 года «Вимос» участвует в Мониторинге Центрального Банка Российской Федерации.
В 2003-2004 годах построены и открыты для покупателей десять строительных супермаркетов: в Сестрорецке, Выборге, Всеволожске, Приозерск, пос. Васкелово, пос. Рощино, а также в Гатчине, пос. Вырица и пос. Сиверский.
В конце 2004 года руководство ТД «Вимос» объявило о запуске дополнительного направления деятельности — строительства, в результате чего, в течение года, был возведен коттеджный поселок на продажу — «Великолепное Токсово» — пилотный проект данного направления.
В 2005 году открылось направление — собственное производство строительных материалов.
К 2006 году ТД «Вимос» насчитывал 22 строительных магазина в разных районах Ленинградской области. Компания получила национальную премию «За внедрение европейских стандартов качества в российскую торговлю» «Российского торгового олимпа».
В 2009 году владельцы компаний «Вимос» и «Метрика» объявили о слиянии двух компаний, после чего новая сеть должна была включить 40 торговых точек с площадью более 150 тыс. м² и занять около 20 % рынка строительных материалов Северо-Запада, позднее «Метрика-Вимос» планировали развивать на Северо-Западе новый формат — регионального строительного дискаунтера (магазинов площадью около 2,5 тыс. м² в городах с населением от 20 тыс. жителей), однако слияние распалось через два месяца из-за взаимных претензий руководителей по долговым обязательствам. В том же году «Вимос» запустил интернет-магазин.
В 2012 году компания вышла за пределы Ленинградской области, открыв свой магазин в Великом Новгороде. К этому моменту в сети существовало уже 32 торговые базы. Также существовали планы открыть магазины в Карелии, однако они не были реализованы.
В 2014 году были открыты торговые центры в городах Отрадное, Бокситогорск, Кировск, Заполье, а также два гипермаркета: в Волхове и Пскове.
2015 год — открытие торговых центров в г. Сланцы и в п. Лосево.
2016 год — открытие торговых центров в г. Приозерск и Псков-2 (строительный двор площадью 1,8 га). Рекламным лицом «Вимоса» стала певица Татьяна Буланова.
2017 год — открытие после модернизации торгового центра в п. Сиверский, гипермаркетов в Тихвине и в Колпино (5 300 м².), а также открытие мебельного центра в п. Грузино (1 500 м²). 
2018 год — открытие гипермаркета в г. Кингисеппе, расширение торгового центра в г. Сланцы до формата «гипермаркет». Также появились планы по открытию собственной сети аптек внутри магазинов. Президент «Вимоса» Владимир Гурьев планировал довести число аптек до 24, однако по состоянию на осень 2018 года открылись только две аптеки — во Всеволожске и Приозерске. Дальнейшему развитию проекта помешала нехватка персонала.
2019 год — открытие гипермаркета в г. Кириши.
2020 год — «Вимос» стал первой российской DIY-сетью, использующей искусственный интеллект для ценообразования. Также в этом году компания подключилась к факторинговой платформе FactorPlat.
2023 год — открытие торгового центра в пос. имени Свердлова.
2024 год — открытие торгового центра в Тосно. Планируется строительство торгового центра в районе развязки КАД с Выборгским шоссе.

### Производственное подразделение
ТД «Вимос» имеет собственное производство по изготовлению железобетонных изделий и цех металлообработки, производит фундаментные блоки разных размеров, козырьки, камень бордюрный, мангалы и строительные конструкции. Собственный производственный комплекс ТД «Вимос» находится по адресу: Ленинградская область, п. Сиверский, ул. Заводская, 9. Основная часть производимой продукции реализуется в собственной торговой сети.

### Логистика
ТД «ВИМОС» располагает 3 распределительными центрами (в населённых пунктах Выра, Дранишники и Рощино). В 2017 году компания расширила площадь распределительного центра в п. Выра (Ленинградская область). ТД «Вимос» управляет собственным автопарком, который включает 350 единиц транспортных средств.

### Учебный центр
ТД «Вимос» проводит обучение сотрудников в собственном учебном центре, расположенном по адресу Ленинградская обл., Всеволожск, Колтушское ш., 298. Поставщики компании обучают сотрудников торговой сети по своим товарным направлениям. По итогам обучения проводится аттестация.

### Награды
2016 год — Благодарность от губернатора Ленинградской области А. Дрозденко за существенный вклад в социально-экономическое развитие Ленинградской области.
2016 год — Премия от издания «Деловой Петербург» «Лучший DIY-проект года».
2017 год — ТД «Вимос» признан самой крупной по количеству торговых центров на Северо-Западе DIY-сетью (на основе рейтингов издания «Деловой Петербург» от 12.04.2017).
2018 год — награждение Президента ТД «Вимос» Гурьева В. В. почетным знаком «За особый вклад в развитие Санкт-Петербурга» от Законодательного Собрания Санкт-Петербурга.

### Происшествия
В 2020 году арбитражный суд СПб и ЛО обязал ТД «Вимос» снести съезд к магазину в посёлке Ульяновка. Технические условия на строительство съезда были выданы ещё в 2018 году, однако «Вимос» проигнорировал их исполнение. В 2022 году из-за неисполнения решения суда появилась угроза остановки деятельности компании.
В ноябре 2020 года по подозрению в коммерческом подкупе был задержан коммерческий директор сети Алексей Куриленко, который вымогал деньги у поставщика строительных смесей и песка — компании «Артель».
По версии следствия, от гендиректора «Артели» Евгения Стафурина потребовали платить по 5 рублей за каждый поставленный в «Вимос» мешок.
В декабре 2020 года сеть обратилась в полицию из-за появления в арбитраже заявлений о собственном банкротстве от имени её структур. Сумма исковых заявлений составила почти полтриллиона рублей.